# Romeinse villa Maasbracht-Steenakker
De Romeinse villa Maasbracht-Steenakker is een terrein met de resten van een Romeinse villa en sporen uit de ijzertijd en de Merovingische tijd in de voormalige gemeente Maasbracht (nu gemeente Maasgouw) in Midden-Limburg.

## Ligging
De resten van de villa bevinden zich aan de Steenakkerstraat aan de noordzijde van het dorp Brachterbeek bij Maasbracht, ten zuiden van de Clauscentrale. De villa werd gebouwd op de terrasrand van de Maas tussen de mondingen van de Vlootbeek en de niet meer bestaande Krombeek.

## Beschrijving
Het hoofdgebouw meet 50 bij 30 meter en werd gebouwd omstreeks het jaar 100. Het volgt het model van een klassieke Romeinse villa met een min of meer symmetrische plattegrond en een zuilengang op het zuiden, geflankeerd door twee zijvleugels. Rond het jaar 200 werd de villa verbouwd. Aan de oostzijde werd een nieuwe vleugel gebouwd en de westgevel werd voorzien van een toren. Schuin onder de belangrijkste kamer in het midden van de villa, waarvan de muren waren versierd met fresco's, bevond zich een kelder. Verschillende kamers waren voorzien van een hypokaustsysteem. Omstreeks het jaar 270 raakte de villa in verval. Het is onduidelijk waarom dit gebeurde. Misschien raakte hij in verval door leegstand of door verwoesting door Germaanse stammen die rond die tijd het Romeinse rijk binnenvielen. Op het terrein werden een 9-tal munten gevonden uit omstreeks 250. Mogelijk werden deze hier als schat begraven door de toenmalige bewoners.

## Opgraving

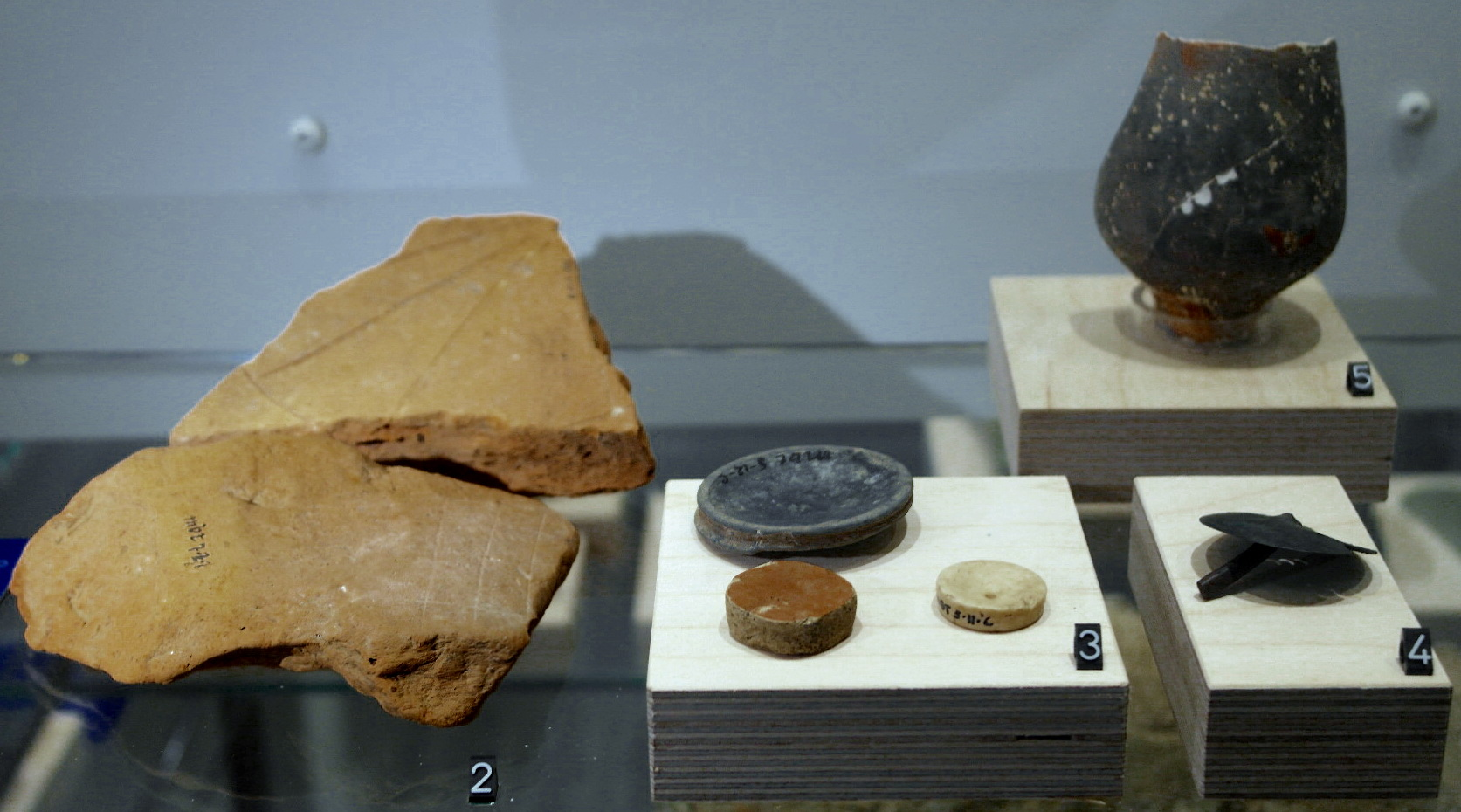
Spelbord, speelschijven en kruikje uit de villa Maasbracht-Steenakker, 2e-3e eeuw. Limburgs Museum, Venlo

Al lange tijd gingen archeologen er op basis van eerdere vondsten van uit dat in de omgeving van Brachterbeek een Romeins gebouw heeft gestaan. In 1981 werd – naar aanleiding van plannen voor een nieuwbouwwijk – een proefsleuvenonderzoek uitgevoerd. Hierbij werd de villa ontdekt, die in 1982 opgegraven werd. Tijdens deze opgraving werden ook bewoningssporen uit de ijzertijd en de Merovingische tijd gevonden. De opgraving werd uitgevoerd onder leiding van provinciaal archeoloog Willem Willems in samenwerking met de Heemkundevereniging Roerstreek. Volgens Willems is de villa bijzonder omdat hij veel groter is dan de tot dan gevonden Romeinse villa's in Nederland.
De villa onderscheidt zich ook van andere villa's uit de omgeving omdat hier fragmenten van fresco's zijn gevonden met menselijke figuren. Andere villa's bevatten meestal non-figuratieve schilderingen. De fresco's in Maasbracht moeten zijn geschilderd door een beroepsschilder. Wat ze voorstellen is niet helemaal duidelijk. Aanvankelijk werd gedacht dat het om 'helden en goden' ging. Tegenwoordig gaat men ervan uit dat het gaat om een gladiatorscène en twee boekhouders, de één met een geldbeurs en de ander met een wastafeltje. Deze voorstellingen wijzen erop dat de eigenaar van de villa behoorde tot de bestuurlijke elite, mogelijk in Xanten.